# Naphoz Holddal
A Naphoz Holddal a Kispál és a Borz pécsi alternatívrock-zenekar első  albuma, amely 1991-ben jelent meg Nagy Feró bábáskodása alatt. A nagylemez meg is hozta a sikert a zenekarnak, ahogy az együttes hivatalos honlapja fogalmaz: az album megjelenése óta „be vannak futva mint állat”.

## Fogadtatása
Lovasi András szerint az album megjelenése után „kifejezetten rossz kritikákat kapott”.

## Utóélete
Lovasi András 2012-ben a lemezről azt mondta egy interjúban, hogy „vicces, de szerethető”.
2012. szeptember 19-én – Szabó Benedek kezdeményezésére és Lang Ádám segítségével – megjelent a Holnaphoz Holddal című feldolgozáslemez, amelynek fő célja „egy kortalan, frissességéből a mai napig semmit sem veszítő album előtti tisztelgés” volt. A kizárólag digitális formában megjelent albumon kortárs magyar előadók az eredeti dalsorrendben játsszák el a Naphoz Holddal szerzeményeit. Lovasi a feldolgozásalbum kiadását „meglepőnek és megtisztelőnek” nevezte.
A Recorder zenei portálon 2012-ben az albumot „egy igazi klasszikusnak” nevezték, amely „nemcsak az elmúlt húsz év talán legfontosabb magyar zenekarának pályáját indította el, de a korszak egyik kulcslemeze is lett.” Az album 2014-ben a 21. helyre került a HVG minden idők legjobb 30 magyar lemezét tartalmazó összeállításában, amely húsz szakíró közreműködésével készült. A visszatekintő kritika szerint a Naphoz Holddal „a magyar történelem egyetlen forradalma, ami úgy hozott új korszakot, hogy nem járt súlyos áldozatokkal”. Az írás szerint a lemez „sokadik hallgatás után is olyan, mintha először találkozn[á]nk vele: friss, energiától duzzadó, és persze minden alkalommal másik szám tetszik a legjobban.”

## Számok
1. Lefekszem a hóba
2. A 60-as évek vége
3. Húsrágó hídverő
4. Tejjel kifli
5. Macska
6. Kicsi csillag
7. Barlangban dobolok
8. Őrjárat
9. Forradalmár
10. A vadnyugat története indián szemmel
11. Holdutazás
12. Szőkített nő
13. Naphoz Holddal

## Közreműködtek
Hajdú András, Kovács Imre: grafika

### Zenészek
- Lovasi András: ének, basszusgitár
- Kispál András: szólógitár
- Bräutigam Gábor: dob
- Ózdi Rezső: basszusgitár